# تسفيتان كراستيف
تسفيتان كراستيف (بالبلغارية: Цветан Кръстев)‏ هو حكم كرة قدم ولاعب كرة قدم بلغاري في مركز الدفاع، ولد في 3 ديسمبر 1978 في فارنا في بلغاريا. لعب مع نادي بوتيف بلوفديف ونادي سبارتاك فارنا ونادي ليتكس لوفتش.

## وصلات خارجية
- تسفيتان كراستيف على موقع قاعدة بيانات كرة القدم.إي يو (الإنجليزية)